# Аустријске савезне железнице
Аустријске савезне железнице ( , формално Österreichische Bundesbahnen-Holding Aktiengesellschaft (лит. „Аустријска савезна железничка холдинг акционарска компанија“) и раније Bundesbahn Österreich или BBÖ, сада познатији као ОББ (ÖBB), је национални железнички систем Аустрије и администратор железница Лихтенштајна. ОББ група је у потпуности у власништву Републике Аустрије и подељена је на неколико засебних предузећа која управљају инфраструктуром и обављају путничке и теретне услуге.
Аустријске савезне железнице су имале два одвојена периода постојања. Први период од 1923. године, под називом Бундесбан Естерајх, као наследник Царских аустријских државних железница (kkStB), која је асимилирана у Немачки рајхсбан, током Аншлуса 1938–1945. Аустријске железнице су реформисане 1947. године, под мало другачијим именом Естерајхише Бундесбанен.

## Историја
- 1882. године – Постепена национализација железничке мреже Аустро-Угарске у Царске аустријске државне железнице. До избијања Првог светског рата, једина већа железничка пруга у Аустрији која је остала у приватним рукама била је Аустријска јужна железница (Зидбан -  ).
- 1918. године – Након распада Аустроугарске империје и пораза у Првом светском рату, аустријски део ккСтБ остао је под државном контролом под именом Немачко-аустријске државне железнице, који је 1919. преименован у Аустријске државне железнице.
- 1923. године – Оснивање независног, комерцијалног предузећа, Бундесбан Естерајх - Савезне железнице Аустрије, које је користило скраћеницу ББО (BBÖ), зато што је ОББ (ÖBB) већ преузео швајцарски Енсинген-Балстал-Бан.
- 1938. године – Аншлус Аустрије у састав Немачке империје. ББО је преузео Дојче Рајхсбан. Током Другог светског рата уништено је око 41% аустријске железничке мреже.
- 1947. године – Компанија је реформисана користећи мало другачији назив Естерајхише Бундесбанен - Аустријске савезне железнице. Њихова инфраструктура је обновљена и електрификација је убрзана.
- 1969. године – Донет је нови савезни закон о железници. ОББ је постала несамосталан, привредни субјект, који је вођен као грана индустријског програма владе и остала је у потпуности у оквиру савезног буџета Аустрије.
- 1992. године – ОББ је избачена из савезног буџета и претворена у компанију са сопственим правним статусом. Предузеће је у 100% власништву Републике Аустрије. Ова промена је имала два основна циља: 
  1. Морало се ускладити са правилима ЕУ о пријему Аустрије у Европску унију.
  2. Финансијска потраживања за јавном касом требала су да буду смањена као резултат побољшања ефикасности и притиска конкуренције.
- 2004. године – ОББ је реорганизована у ОББ Холдинг АГ и неколико оперативних подружница. Холдинг компанија је требала да надгледа пословање компанија које су јој додељене, да координира кохерентан стратешки приступ и додели задатке за цело предузеће.[1]
- 1. јануара 2005. године – Подружнице ОББ-Холдинг АГ постале су аутономне и оперативно независне.
- 2012. године ОББ је прославила 175. годишњицу Северне пруге - Нордбана, најстарије компаније-претходнице која је обележила почетак железничког саобраћаја у Аустрији. Извршни директор ОББ-а Кристијан Керн отворио је изложбу о сарадњи компаније са нацистичком Немачком, под називом „Потиснуте године – железница и националсоцијализам у Аустрији 1938–1945“. Он је тај период назвао "најмрачнијим поглављем историје наше компаније", додајући да компанија мора прихватити овај период као део свог наслеђа.[2] Изложба је касније отишла на турнеју и представљена је у згради Европског парламента у Бриселу.[3]

## Инфраструктура
Аустријски железнички систем је у великој мери електрификован. Електрификација система је почела 1912. године, али није достигла напредно стање све до 1950-их. Последња парна локомотива у редовном саобраћају на мрежи стандардног колосека престала је да вози 1978. године. Инфраструктура државне аустријске мреже укључује са 9.740 км шина, 788 сигналних кутија, 251 тунел, 6.580 мостова и осам хидроелектрана (ХЕ) са 16.7. Hz системом електрификације, и две енергетске хеп станице са производном снагом од 50 Hz.
Извод из података о инфраструкутри ОББ:
- Оперативна дужина мреже рута (у км): 4.875, 72% електрифицирано
- Тунели: 251
- Мостови: 6.580
- Железнички прелази (нивелисани): 3.087
- Заштита од лавина и камења (км): 171
- Нагиби стена и насипа (ха): 2.712
- Баријере против буке (км): 854
- Платформе (км): 389
- Железничке станице и стајалишта: 1.046
- Лифтови: 645
- Покретне степенице: 188
- Разгласи: 1.906
- 1.093 локомотиве
- 2.799 путничких вагона
- 26.518 теретних вагона
- 2.200 аутобуса
- ОББ-ове аутобуске линије прелазе 52,500,000 км годишње.

## Промет путника
По подацима ОББ-а из 2018. године, те године је превежено 474 милиона путника, од тога аутобусима 213 милиона. Путници су укупно прешли 11,5 милијарди километара. Укупно је регистровано 2.319.826 полазака возова годишње или 6.596 полазака дневно.

## Железничке везе са суседним земљама
Све суседне пруге имају исти колосек.
- Чешка — промена напона и фреквенције на 25 kV 50 Hz AC
- Немачка — исти напон и фреквенција 15 kV 16.7 Hz AC
- Мађарска — промена напона и фреквенције на 25 kV 50 Hz AC
- Италија — промена напона и фреквенције на 3 kV DC
- Лихтенштајн — исти напон и фреквенција 15 kV 16.7 Hz AC
- Словачка — промена напона и фреквенције на 25 kV 50 Hz AC
- Словенија — промена напона и фреквенције на 3 kV DC
- Швајцарска — исти напон и фреквенција 15 kV  16.7 Hz AC

## Активни возни парк

### Електричне локомотиве
- ОББ Класа 1293 Вектрон (ÖBB Vectron 1293)
- ОББ Класа 1016/1116/1216
- ОББ Класа 1144
- ОББ Класа 1142
- ОББ Класа 1163
- ОББ Класа 1063

### Дизел локомотиве
- ОББ Класа 2016 Херкулес
- ОББ Класа 2143
- ОББ Класа 2043
- ОББ Класа 2070 Хектор
- ОББ Класа 2068
- Снежни плуг ОББ Класа 2080/2081

### Електричне композиције
- ОББ Класа 4011 ИЦЕ Т
- ОББ Класа 4023/4024/4124 Талент
- ОББ Класа 4020
- ОББ Класа 4746

### Дизел композиције
- ОББ Класа 5022 Десиро
- ОББ Класа 5047

### Одржавање опреме пута
- ОББ Класа Кс630
- ОББ Класа Кс629.9
- ОББ Класа Кс626
- ОББ Класа Кс556.1
- ОББ Класа Кс554.3
- ОББ Класса Кс552
- ОББ Класа Кс534